# Serena (Pokémon)
 For alternative betydninger, se Serena. (Se også artikler, som begynder med Serena)
Serena (セレナ) er en fiktiv karakter i Pokémon-serien, og er i Pokémon-spillene Pokémon X og Y. Denne karakter optrådte efterfølgende i flere andre Pokémon-publikationer såsom anime og manga. Karakteren er designet af Ken Sugimori og Atsuko Nishida. Stemmeskuespillerne er Mayuki Makiguchi for japansk og Haven Paschall for engelsk.
I animen optræder Serena første gang i Pokémon: XY-afsnit (17. sæson). hun bliver Ash Ketchum, Clemont og Bonnie rejsekammerat i Kalos-regionen. Hun forfølger en karriere som Pokémon Performer i håb om at vinde titlen som Queen of Kalos. Hun er den eneste kvindelige rejsekammerat, der kyssede Ash på læberne i sidste afsnit.
Serena optræder også i Pokémon Adventures-mangaen under navnet Y eller Yvonne Gabena. Det optræder også i videospillene Pokémon Masters EX og Super Smash Bros..

## Reference
1. ↑  "ONM Blog: Trailer of the week: Pokemon X and Y". Official Nintendo Magazine. 19. maj 2013. Arkiveret fra originalen 9. juni 2013. Hentet 24. maj 2013.
2. ↑  Carvajal, Rocio (7. april 2022). ""Pokémon": se confirma el regreso de Serena a la exitosa franquicia". Aweita (Anime, Manga y Comics). Arkiveret fra originalen 11. oktober 2022. Hentet 10. september 2022.
3. ↑  "Pokémon Star Haven Paschall Discusses Serena's Departure and the Kiss Scene". YouTube. Arkiveret fra originalen den 21. september 2022. Hentet 19. oktober 2017.{{cite web}}:  CS1-vedligeholdelse: BOT: original-url status ukendt (link)
4. ↑  "Kalos, Where Dreams and Adventures Begin". youtube.com. The Pokémon Company. 8. maj 2021. Hentet 10. september 2022.
5. ↑  "Anime Staff Thoughts on Final Ash and Serena Moment". Pokémon Crossroads. 23. januar 2017. Arkiveret fra originalen 9. september 2022. Hentet 9. september 2022.
6. ↑  Ashcraft, Brian (29. oktober 2016). "Pokemon And Kissing: A Short History". Gawker Media. Arkiveret fra originalen 23. september 2022. Hentet 10. september 2022.
7. ↑  "Serena Pokémon (Anime)". bestreamer.com. Elite CafeMedia Tech. 23. juni 2022. Arkiveret fra originalen 8. juli 2022. Hentet 10. september 2022.
8. ↑  Kwok, Derik (30. juni 2020). "Pokémon Masters: Is it Worth Rolling for Serena & Fennekin?". thedigitalcrowns.com. The Digital Crowns. Hentet 31. august 2022.
9. ↑  Bozzi, Alex (30. august 2022). "Super Smash Bros Ultimate: guida ad arene e scenari (parte 9)". tuttoteK. Hentet 31. august 2022.

| Anime- eller mangafigur | Spire Denne artikel om en anime- og/eller mangafigur er en spire som bør udbygges. Du er velkommen til at hjælpe Wikipedia ved at udvide den. |